# Dryopteris tetrapinnata
Dryopteris tetrapinnata là một loài dương xỉ trong họ Dryopteridaceae. Loài này được W.H.Wagner & Hobdy mô tả khoa học đầu tiên năm 1999.
Danh pháp khoa học của loài này chưa được làm sáng tỏ. 